# Kvaternikov trg (Zagreb)
Trg Eugena Kvaternika, popularno zvan Kvaternikov trg, Kvatrić i Kvaternjak, trg je na granicama četvrti Maksimira, Medveščaka i Donjega grada u gradu Zagrebu. Ime je dobio po Eugenu Kvaterniku, hrvatskom političaru i jednom od osnivača Pravaške stranke. Nalazi se na čvorištu Maksimirske ceste, Vlaške, Šubićeve, Heinzelove te ulice Dragutina Domjanića.
Povijest trga, nekad najistočnijega prometnog čvorišta grada, obilježila je tržnica domaćim proizvodima koja se ondje nalazila od ranog 20. stoljeća do 2000-ih godina. Obnova trga koja je uslijedila premještanju tržnice bila je predmet javne kontroverze i pokretač rasprava o funkciji javnoga prostora u društvu. Danas se trg uglavnom smatra zapuštenim prostorom koji je izgubio svoj identitet modernizacijom. Ipak, 2024. na njemu je prvi put održano događanje u sklopu adventa u Zagrebu pri čemu je trg dobio glazbene i gastronomske atrakcije, a uprava grada planira dodatna uređenja koja bi trgu vratila privlačnost.

## Javni prijevoz
Trgom prolaze ZET-ove tramvajske linije 4, 5, 7, 11 i 12, a linija 13 s njega polazi. Južno od trga nalazi se autobusno okretište, terminal „Kvaternikov trg”, s kojeg prometuju linije 201, 202, 204, 207, 215, 216, 217, 237, 276 i 290.

## Rana povijest
Trg Eugena Kvaternika nastao je kao Međašni trg krajem 19. stoljeća planskim širenjem grada prema istoku i zapadu. Isprva je zamišljen kao četvrtasti trg s okretištem konjskoga tramvaja, prvoga u Zagrebu i aktivnog od 1891. godine, a vodio je do Maksimira. Godine 1926. obnovljena je od Draškovićeve do Međašnog trga tramvajska pruga u Vlaškoj ulici, na trgu je izgrađena tramvajska zaokretnica prilagođena planiranom obliku trga, a niz Sajmišnu ulicu (kasnije Heinzelovu) do tadašnjeg novoizgrađenog sajmišta na Heinzelovoj 66 izgrađena je privremena pruga koristeći stare tračnice. Ondje je zatim uspostavljena tramvajska linija Kvaternikov trg – Sajmište.
Prva zgrada sagrađena na južnom rubu trga bilo je kupalište 1928. godine, a 1930. Međašni je trg, odnosno »Međašni plac«, postao jednom od prvih sastavnica novoosnovanoga poduzeća Tržnice Zagreb. Do Drugog svjetskog rata ondje su izgrađene i četverokatnice koje omeđuju trg, uključivo s drvoredom jablana; zbog uređivanja trga 1939. godine privremeno je prilagođena, a zatim 1941. potpuno izmijenjena tramvajska pruga u skladu s oblikom trga. Nakon rata je na kratko vrijeme nosio naziv Trg pobjede. Godine 1954. uklonjena je pruga do sajmišta, a krajem desetljeća do trga je produžena Šubićeva ulica, čemu je slijedilo postavljanje tramvajske pruge dovršeno 1961. Tih je godina uklonjena i velika, moderna fontana na sjeverozapadu trga.
Glavno je obilježje trga bila tržnica, no značajan je bio i njegov položaj na Maksimirskoj cesti, koja je u vrijeme njegovog planiranja bila dio puta prema Beču i Budimpešti, središtima Austo-Ugarskoga Carstva. Osim toga, oko trga su bile okupljene neke od najranijih tvornica Zagreba, izgrađenih na nekadašnjemu industrijalnom rubu grada. Zgrada Name na istoku trga sagrađena je 1968. godine prema idejnom projektu Josipa Hitila i Slobodana Jovičića.

## Rekonstrukcija
Godine 1980. raspisan je javni natječaj za preuređenje trga na kojemu je jedno rješenje nagrađeno, ali iz nepoznatog razloga rješenje nikada nije sprovedeno.
Godine 1997. raspisan je novi natječaj i nagrađeno je idejno rješenje za preuređenje trga autora Miroslava Genga, koje je izloženo 2002. godine u svrhu javne rasprave. Neki građani Zagreba tom su prilikom prigovorili na nedostatak fontane, zelenih površina, klupa i sadržaja za djecu u idejnom rješenju, a Hrvatska čista stranka prava predložila je da se na trg postavi spomenik Eugenu Kvaterniku, što je predstavnik Gradskog ureda prostornog uređenja prihvatio za daljnju raspravu. Tržnica koja se nekoć nalazila na samom trgu premještena je južno, na križanje Martićeve i Šubićeve ulice, uoči radova 2001. Provođenje projekta odgađalo se zbog višestrukih rasprava oko prometnog rješenja i izgradnje podzemne garaže na inzistiranje gradskih vlasti. Konačni je projekt izmjenjena inačica nagrađenog rada Miroslava Genga; planirani drvoredi na površini trga uklonjeni su zbog izgradnje garaže.
Trg je s preuređenjem konačno započeo 1. kolovoza 2006. godine. Ispod njega konstruirani su podzemna garaža s tri etaže i pothodnik za pješake s prostorom za trgovine. Cijena projekta bila je veća od 5 milijuna eura. Po otvorenju trga 14. lipnja 2008. godine u gradskim je vijestima objavljeno da preuređenju slijedi postavljanje spomenika i obnova pročelja okolnih zgrada, no kip nikada nije postavljen.
Renovacija trga naišla je na prigovore stanovnika u njegovoj okolici, koji su se požalili na umanjenu funkcionalnost i pogoršanu vizuru trga, a među nezadovoljnima se nalazi i sam arhitekt. Zamjenik gradonačelnika grada Zagreba, Luka Korlaet, u emisiji Moj firtl na Radiju Sljeme 2023. godine izjavio je da uprava razmatra rješenja za »oplemenjivanje« trga. Preuređenje trga planira se obavljati u suradnji s Miroslavom Gengom.

### Produžetak tramvajskih linija
Tadašnji gradonačelnik Zagreba Milan Bandić predstavio je 2017. godine projekt produženja tramvajske pruge od Kvaternikovog trga do zračne luke »Franjo Tuđman«, vrijedan 100 milijuna eura, koji su trebale izvesti tvrtke »Elektroprojekt« i »Geoprojekt«. Pruga je trebala biti gotova do 2019. godine, a pri njenoj realizaciji zamišljeno je rušenje objekata na toj trasi dugoj 11,5 kilometara, poput zgrade kupališta na južnom rubu trga. Godine 2019. Bandić je o još nerealiziranom projektu izjavio da u pitanju nije bila tramvajska, već »tračnička« veza s lukom, a tek godinu poslije utvrđen je ugovor za izradu tehničke dokumentacije u vrijednosti od 3,68 milijuna eura. Projekt je u javnosti i struci ocijenjen kao neprikladno rješenje za poveznicu sa zračnom lukom; prometni stručnjak Željko Marušić ustvrdio je da tramvajski promet za takve svrhe nije namijenjen.

## Revitalizacija
Godine 2024. Kvaternikov je trg prvi puta postao lokacijom adventa u Zagrebu. Na njemu je organiziran festival »Jinglingz«, koji je u 40 dana svoga trajanja organizirao glazbena i gastronomska događanja. Program je otvoren 30. studenog koncertom Harija Rončevića, a za trajanja festivala na njemu je organizirano ukupno 18 koncerata, po četiri svaki tjedan. Na trgu je postavljeno osam tematskih štandova, svaki s različitom hranom, na kojima su se prodavali (među ostalim) stroopwafel, debrecinke, chorizo, sarma, sendviči, kozice i tempura. Festival je također uklopio kreativne radionice i božićne priče za djecu, kao i zabavne atrakcije poput trometarske ljuljačke. Ondje je organiziran i doček Nove godine uz koncert Dine Petrića. Jedan od organizatora, Tomislav Sulić, izjavio je da je cilj festivala bio trgu »vratiti život, posebno tijekom kasnog popodneva i večeri«, jer ga po njegovom mišljenju često zasjenjuju ostali zagrebački trgovi.
Dana 20. svibnja 2025. zamjenik gradonačelnika Luka Korlaet najavio je ugrađivanje prve zagrebačke mobilne česme na trgu, ispred zgrade Name, kao pilot-projekt. Ugradnja, kazao je Korlaet, treba započeti kroz nekoliko dana, a završiti kroz dva tjedna. Složio se pritom sa sugovornicima da je česma tek prijelazno riješenje te napomenuo da je Miroslav Geng, izvorni projektant trga, započeo s izradom skica za sjenice i ozelenjivanje površine. Ukoliko se pilot-projekt pokaže uspješnim, Korlaet je ustvrdio da je »sljedeći korak – zašto ne i glavni gradski trg«. Zdenac, koji je proizvela tvrtka Tromayer Metalltechnik, dovršen je i aktiviran 24. srpnja.

## Galerija
- Kiosci s cvjećarnama na sjevernom rubu trga, 2025.
- Križanje Domjanićeve ulice i Maksimirske ceste, tramvajsko stajalište »Kvaternikov trg«, 2008.
- Pogled s Kvaternikovog trga prema jugoistoku, Heinzelovoj ulici, 2014.
- Pogled na trg s jugozapadnog ruba, 2014.
- Pogled s trga na Šubićevu ulicu i tramvajsko stajalište »Tržnica Kvatrić«, 2008.
- Fontana s pitkom vodom s južne strane tržnice, 2025.